# Farlig sommer
Farlig sommer er en dansk film fra 1969.
- Manuskript og instruktion Christoffer Bro.

Blandt de medvirkende kan nævnes:
- Per Pallesen
- Lykke Nielsen
- Kirsten Peüliche
- Geert Vindahl
- Torben Hundahl
- Beatrice Bonnesen
- Gunnar Lemvigh
- Else Petersen
- Gunnar Strømvad
- Edouard Mielche
- Jesper Klein
- Gertie Jung